# Sint-Brigidakerk (Lanzerath)

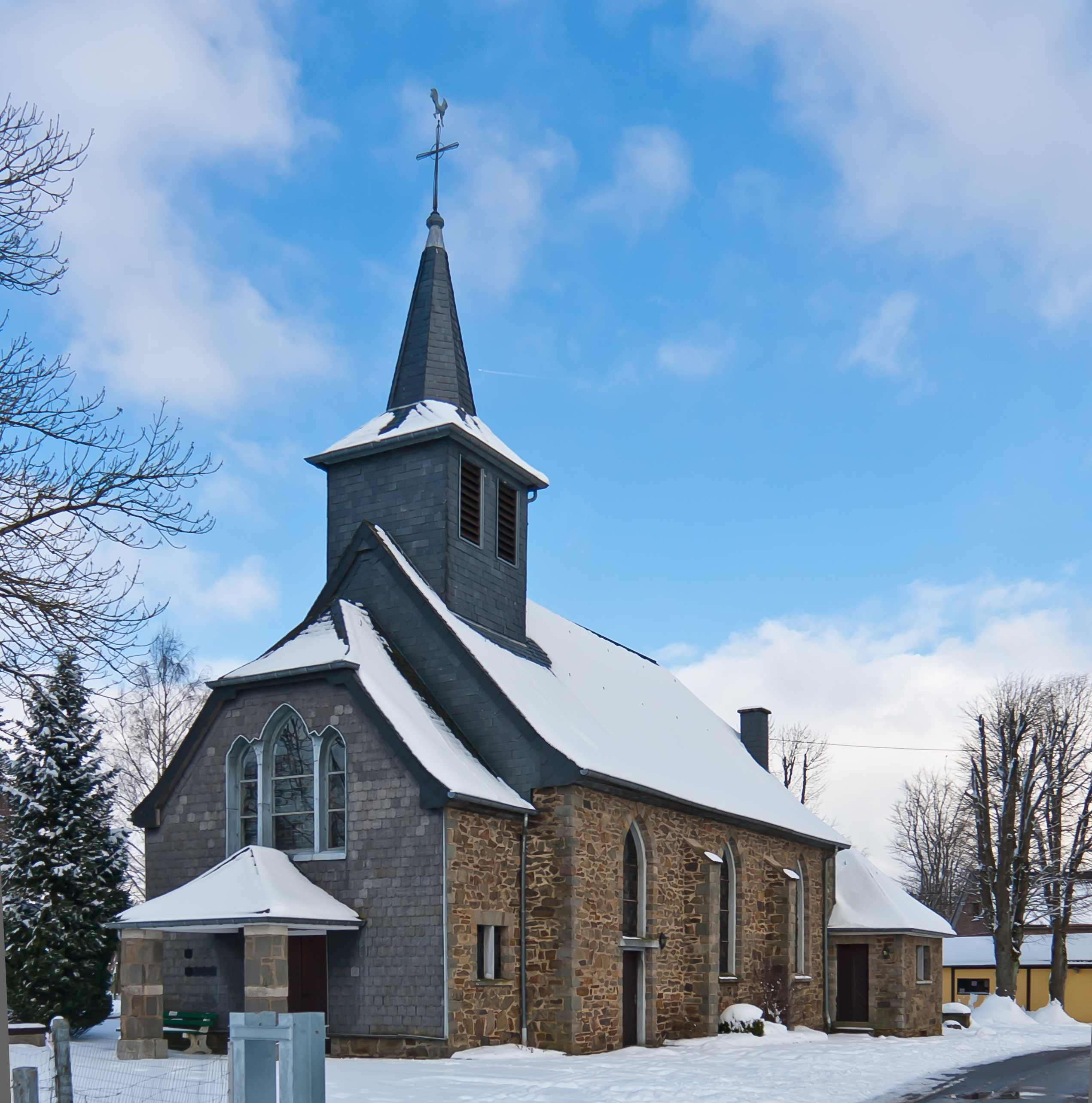
Sint-Brigidakerk

De Sint-Brigidakerk (Duits: Kirche Heilige Brigitta) is de parochiekerk van de tot de Luikse gemeente Büllingen behorende plaats Lanzerath.
Het kerkje werd gebouwd in 1950 en is opgetrokken uit brokken natuursteen. Het gebouw wordt afgedekt door een zadeldak en heeft een voorportaal onder een wolfsdak. Op het dak bevindt zich een dakruiter die geheel overdekt is met leien.